# Euselasia onyx
Euselasia onyx är en fjärilsart som beskrevs av Hans Ferdinand Emil Julius Stichel 1936. Euselasia onyx ingår i släktet Euselasia och familjen Riodinidae. Inga underarter finns listade i Catalogue of Life.